# Ceratocystis minor
Ceratocystis minor är en svampart som först beskrevs av Hedgc., och fick sitt nu gällande namn av J. Hunt 1956. Ceratocystis minor ingår i släktet Ceratocystis och familjen Ceratocystidaceae.   Inga underarter finns listade i Catalogue of Life.
I den svenska databasen Dyntaxa används istället namnet Ophiostoma minor för samma taxon.  Arten är reproducerande i Sverige.